# Haptonómia
A haptonómia egy szomato-pszichoterápiás szemlélet, amely az affektivitást – érzeteket, érzelmeket és azok észlelését – helyezi az emberek közötti kapcsolatok és viszonyok középpontjába. 
Elméletét és gyakorlatát Frans Veldman (1921-2010) holland fizioterapeuta dolgozta ki az 1960-as években. Először kismamákon, magzatokon és kisbabákon alkalmazta a perinatális időszakban. Később a fizioterápia területén is egyre szélesebb felhasználási teret kapott (haptokineziterápia). Végül a pszichoterápiában is alkalmazást nyert, többek között a traumafeldolgozásban és a korai affektív hiányok kezelésében.
A haptonómia szó a klasszikus görög hapsis (jelentése: érintés, érzékelés, tapintás) és nomos (jelentése: törvény, szabály, norma) szavak összetételéből származik. A haptein igéből származó hapto szó jelentése: érintés, újra egyesülés, kapcsolatot teremtés, kapcsolódás valamihez. A szó jelentése átvitt értelemben: (tapintással) kapcsolatot teremteni, valakit egészségessé (egésszé) tenni, megerősíteni (a létezésében).
A haptonómia fenomenológiájában központi szerepet kap a jellegzetes érintés, amelyet pszicho-taktilis kontaktusnak nevezünk. Ez egy egzisztenciális és érzelmi megerősítő kontaktus, amely tapintatot, jelenlétet, átláthatóságot, óvatosságot, elfogadást és tiszteletet fejez ki a terapeuta részéről
A haptopercepció a tudatos észlelés képessége, amellyel túlmutat önmagán és átfogja a környező teret. Ez egy sajátos jelenléti mód, amely figyelemmel, érzékenységgel, empátiával és elfogadással van a másik ember felé.
A haptonómiás terápia során a terapeuta a páciens testét érinti és meghívja őt, hogy „hosszabbodjon meg”, „nyúljon át”, „folyjon át” a terapeuta kezébe, karjába, testébe. Ez az ú.n. prolongement, átnyúló kontaktus, amelynek következtében a páciens testének és pszichéjének állapotában markáns változások indulnak el: az izomfeszülség megszűnik, a test ellazul, a légzés harmonikussá, természetessé válik, fájdalomküszöbe megemelkedik, lelki stabilitása és tűrőképessége fokozódik. A terapeuta jelenléte, érintése és szóbeli megnyilvánulásai nyomán a páciens pszichéje megnyílik, belső erőforrásokhoz jut és alkalmassá válik érzéseinek, belső élményanyagának átélésére, kifejezésére egy elfogadó, biztonságot adó, gyengéd közegben. A módszer alkalmas fájdalmas, elakadt, szenvedéssel teli helyzetek feldolgozására, valamint új, korrektív, megerősítő és feltöltő élmények megélésére egyaránt.
Egy haptonómiás folyamat során a kommunikáció nem csak verbális és taktilis csatornán, hanem transzperszonális szinten is zajlik, ezáltal lehetővé teszi olyan páciensekkel való foglalkozást is, akik nem, vagy csak korlátozott mértékben alkalmasak a verbális kommunikációra.
Magyarországon haptonómia képzés a Magyar Szomato-pszichoterápiás Egyesület (SZPTE) keretein belül zajlik.

## Alkalmazási területek
A haptonómia az egészségügy, a gondozás, a tanácsadás és a pedagógia minden területébe jól integrálható. 
Az egészségügyi ellátásban segítséget nyújt az orvosok és ápolók számára, hogy a haptonómiás attitűd által fokozni tudják a páciensek együttműködési készségét, bizalmát és nyugalmat, hiszen itt kiemelt fontosságú a jelenlét, az érintés és a kommunikáció minősége.
Létezik szülészeti, terhesgondozási haptonómia, amely a csecsemő első életévében is folytatódik. Célja az apa, az anya és a magzat, majd csecsemő közti kapcsolat ápolása, támogatása.
Ezen túl a haptonómia szemlélete eredményesnek bizonyult a pszichoterápiában is: a haptopszichoterápia törekvése az, hogy a szenvedő vagy egzisztenciális szorongással, frusztrációval, kiteljesedettség hiányával küszködő személyeket hozzásegítse ahhoz, hogy rátaláljanak saját belső életerejükre, és ezáltal visszanyerjék lelki egészségüket.
A haptonómia egy további alkalmazási területe az ún. haptoszinézis, amely a testi komfortérzetet igyekszik elősegíteni az emberi méltóság teljes tiszteletben tartása révén. A teljesség érzetének helyreállítására törekszik olyan személyeknél, akiknek testi integritása sérült valamilyen trauma vagy betegség következtében.
Eredményesnek bizonyult egyes pszichoszomatikus jelenségek, patológiák kezelésében, pl. hátfájás, derékfájás, isiász, zsába.
További alkalmazási területek: hospice, pedagógia, sport